# Ta'oz
Ta'oz (hebrejsky תָּעוֹז, v oficiálním přepisu do angličtiny Ta'oz) je vesnice typu mošav v Izraeli, v Jeruzalémském distriktu, v Oblastní radě Mate Jehuda.

## Geografie
Leží v nadmořské výšce 227 metrů na zalesněných svazích na západním okraji Judských hor v Jeruzalémském koridoru, v místech kde se terén začíná sklánět do pahorkatiny Šefela. Východně od vesnice se rozkládá Ešta'olský les vysázený Židovským národním fondem, který je součástí rozsáhlejšího lesního komplexu zvaného Rabinův park.
Obec se nachází 30 kilometrů od břehu Středozemního moře, cca 35 kilometrů jihovýchodně od centra Tel Avivu a cca 25 kilometrů západně od historického jádra Jeruzalému. Ta'oz obývají Židé, přičemž osídlení v tomto regionu je etnicky převážně židovské. Mošav je situován 3 kilometry od Zelené linie, která odděluje Izrael v jeho mezinárodně uznávaných hranicích a Západní břeh Jordánu, respektive od nárazníkové zóny v prostoru Latrunu. Počátkem 21. století byla ale plocha Latrunského výběžku s demografickou dominancí Židů fakticky anektována k Izraeli pomocí bezpečnostní bariéry a dále s severovýchodu ležící arabské (palestinské) oblasti Západního břehu fyzicky odděleny.
Ta'oz je na dopravní síť napojen pomocí dálnice číslo 44.

## Dějiny

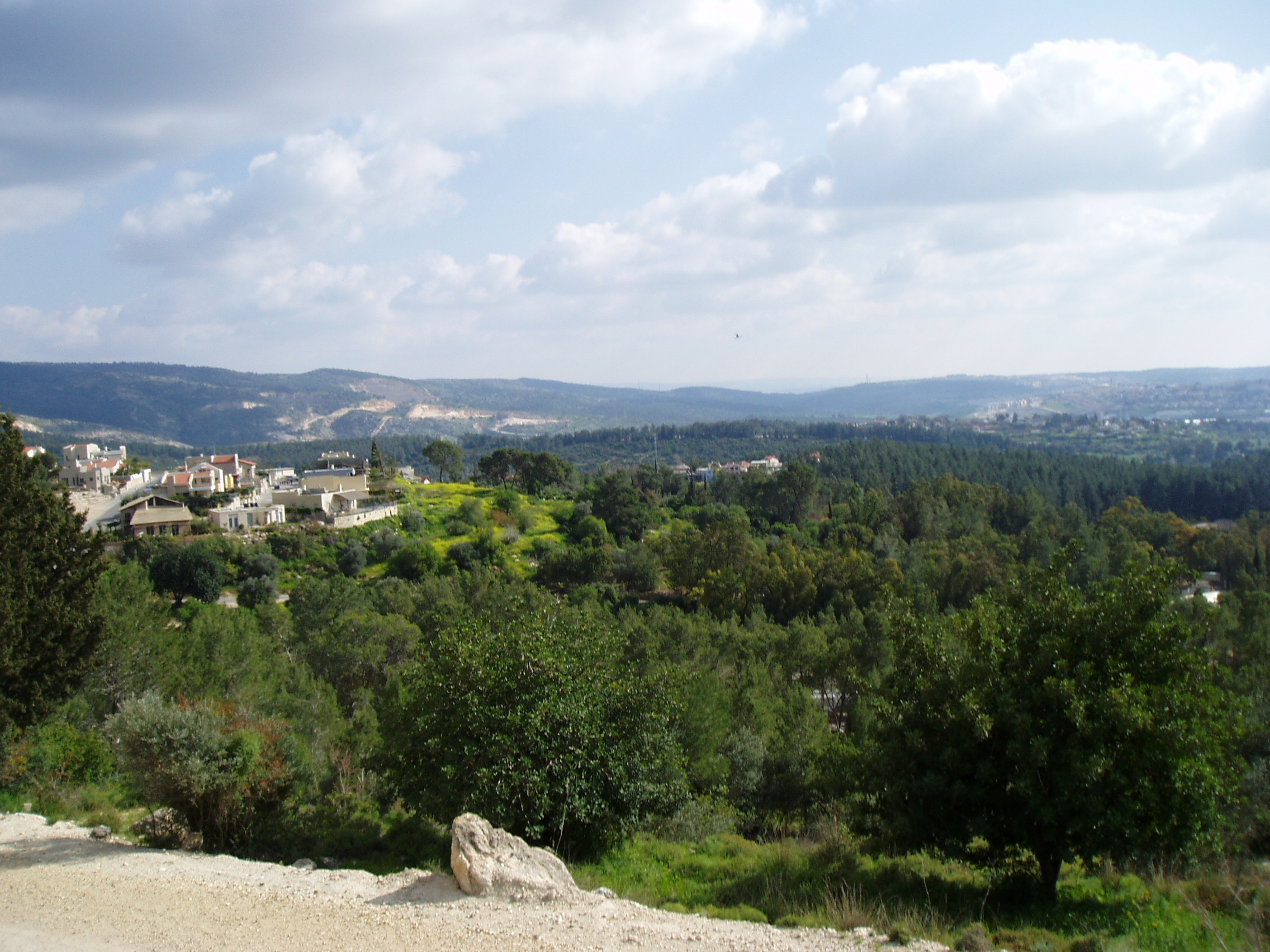
Ešta'olský les

Ta'oz byl založen v roce 1950. Jméno je inspirováno citátem z Bible z Knihy žalmů 89,14: „V své paži máš bohatýrskou sílu, tvá ruka je mocná, tvá pravice pozdvižená“
Novověké židovské osidlování tohoto regionu začalo po válce za nezávislost tedy po roce 1948, kdy Jeruzalémský koridor ovládla izraelská armáda a kdy došlo k vysídlení většiny zdejší arabské populace. Poblíž dnešního mošavu stála do roku 1948 arabská vesnice Bajt Susin, která byla po dobu války jednou z hlavních opor arabských sil při blokádě Jeruzalému. Navazovala na starší osídlení. Křižáci ji nazývali Bezezin. Roku 1931 žilo v Bajt Susin 70 lidí v 14 domech. Roku 1948 244 v 48 domech. Stála tu jedna mešita. Izraelci byl Bajt Susin dobyt v květnu 1948. Zástavba pak byla z větší části zbořena, s výjimkou jednoho domu.
Ke zřízení mošavu došlo 20. března 1950. Zakladateli byla skupina Židů z Jemenu, kteří se do Izraele dostali v rámci Operace Létající koberec, napojená na organizaci ha-Po'el ha-Mizrachi. Po několika letech ale vesnici opustili a nastěhovala se sem skupina Židů z jižní Indie (z okolí města Kočin). Budování vesnice probíhalo paralelně s výstavbou sousedního mošavu Tarum, který byl rovněž osídlen jemenitskými a indickými Židy.

## Demografie
Podle údajů z roku 2014 tvořili naprostou většinu obyvatel v Ta'oz Židé (včetně statistické kategorie "ostatní", která zahrnuje nearabské obyvatele židovského původu ale bez formální příslušnosti k židovskému náboženství).
Jde o menší obec vesnického typu s dlouhodobě rostoucí populací. K 31. prosinci 2014 zde žilo 598 lidí. Během roku 2014 populace stoupla o 0,0 %.
| Rok            | 1961 | 1972 | 1983 | 1995 | 2001 | 2003 | 2004 | 2005 | 2006 | 2007 | 2008 | 2009 | 2010 | 2011 | 2012 | 2013 | 2014 |
| -------------- | ---- | ---- | ---- | ---- | ---- | ---- | ---- | ---- | ---- | ---- | ---- | ---- | ---- | ---- | ---- | ---- | ---- |
| Počet obyvatel | 398  | 411  | 431  | 429  | 427  | 429  | 441  | 436  | 451  | 461  | 482  | 519  | 537  | 577  | 571  | 598  | 598  |